# Acronicta emaculata
Acronicta emaculata là một loài bướm đêm trong họ Noctuidae.